# Frankenstein (film, 1931)
A Frankenstein egy 1931-ben készült amerikai, fekete-fehér horrorfilm az Universal Pictures-től, melyet  James Whale rendezett. A film Peggy Webling színdarabjának adaptálásaként készült, mely az azonos című könyv adaptációja, melyet 1818-ban írt Mary Shelley. A történet egy fiatal tudósról, Frankensteinről szól, aki saját kezével akart életet teremteni. Ehhez testeket rabolt a temetőkből, viszont a szörny agya egy bűnöző agya lett, így a szörny terrorizálni kezdte a népességet.
A filmben Colin Clive, Mae Clarke, John Boles és Boris Karloff játszanak főszerepet. A produkciót Francis Edward Faragoh és Garrett Fort írta. A film hatalmas siker volt mind bevételileg, mind kritikailag, így sok folytatást kapott és máig egy hihetetlenül ismert horror.
Szerepel az 1001 film, amit látnod kell, mielőtt meghalsz című könyvben.

## Fordítás
- Ez a szócikk részben vagy egészben  a   Frankenstein_(1931_film) című angol Wikipédia-szócikk ezen változatának fordításán alapul.  Az eredeti cikk szerkesztőit annak laptörténete sorolja fel. Ez a jelzés csupán a megfogalmazás eredetét és a szerzői jogokat jelzi, nem szolgál a cikkben szereplő információk forrásmegjelöléseként.